# 何光宇
何光宇（1910年—2008年6月11日），男，湖北大悟人，中国人民解放军将领、中国人民解放军开国少将。曾任中国人民解放军贵州军区第二副司令员兼参谋长、中国共产党第九次全国代表大会代表、第四、五届全国人民代表大会代表。

## 生平
1929年加入中国共产党。1955年，授予中国人民解放军少将，2008年6月11日在西安逝世。

## 外部連結
- 大悟名人——何光宇